# 티그 트레이거
알렉스 티그 트래거 (Alexander Tig Trage)는 미국 FX Networks 드라마 썬즈 오브 아나키에 등장하는 등장인물이다. 킴 코티스가 연기했다.
클라렌스 클레이 모로우의 최측근으로 클라렌스 클레이 모로우가 차밍타운 샘크로 리더로 있던 시절 조직의 3인자이자 행동대장으로 활약했다. 클라렌스 클레이 모로우의 명령에 의해 해리 오피 윈스턴 살해를 시도하나 결국 오피의 부인 도나 윈스턴을 살해하고 만다. 이후 해리 오피 윈스턴에게 이 사실을 털어놓는다.
시즌4에서는 해리 오피 윈스턴이 클라렌스 클레이 모로우를 저격한 것을 흑인 조직이 클라렌스 클레이 모로우를 저격했다고 오인하여 흑인 갱단 조직에 대해 단독적으로 흑인 갱단 리더에 대한 암살을 감행하나 실패하고 그 애인을 살해하게 된다. 이후 클라렌스 클레이 모로우를 축출한 잭스 텔러가 샘 크로의 리더가 되자 조직의 3인자 자리를 잃게 된다.